# Prays oleae
Prays oleae is een vlinder uit de familie Praydidae. De wetenschappelijke naam van de soort werd in 1788 gepubliceerd door Bernard.

## Synoniemen
- Prays oleella Fabricius, 1794
  - Prays oleellus Stainton, 1867
- Tinea olivella Briganti, 1822
- Tinea accessella Passerini, 1832 non Dennis & Schiifermüller, 1775
- Oecophora moschettinella Costa, 1839
- Oecophora adspersella Heydenreich, 1851